# Pseudobarbus
Genre
Pseudobarbus est un genre de poissons téléostéens de la famille des Cyprinidae (ordre des Cypriniformes). L'espèce type est Pseudobarbus burchelli. Le nom scientifique est dérivé du grec ancien « pseudes » signifiant « faux » et le mot « barbus » d’origine latine signifiant « barbe », en référence aux barbillons de barbes humaines. Ce genre contient certains (et pourrait contenir la totalité) des « barbeaux » sud-africains. Il a été proposé à l'origine comme un sous-genre, mais a depuis été stipulé digne de la reconnaissance comme un genre complet.
Ce genre est limité à l'Afrique du Sud ; toutes ses espèces étaient auparavant placées dans le genre Barbus, avec leurs barbillons typiques et parentés. Une espèce a été décrite sous le nom de Pseudobarbus leonhardi, cependant c’était un poisson européen pour lequel ce genre a été reproposé à tort. Il s’est avéré depuis être rien d'autre qu’un « barbeau » B. peloponnesius.

## Liste des espèces

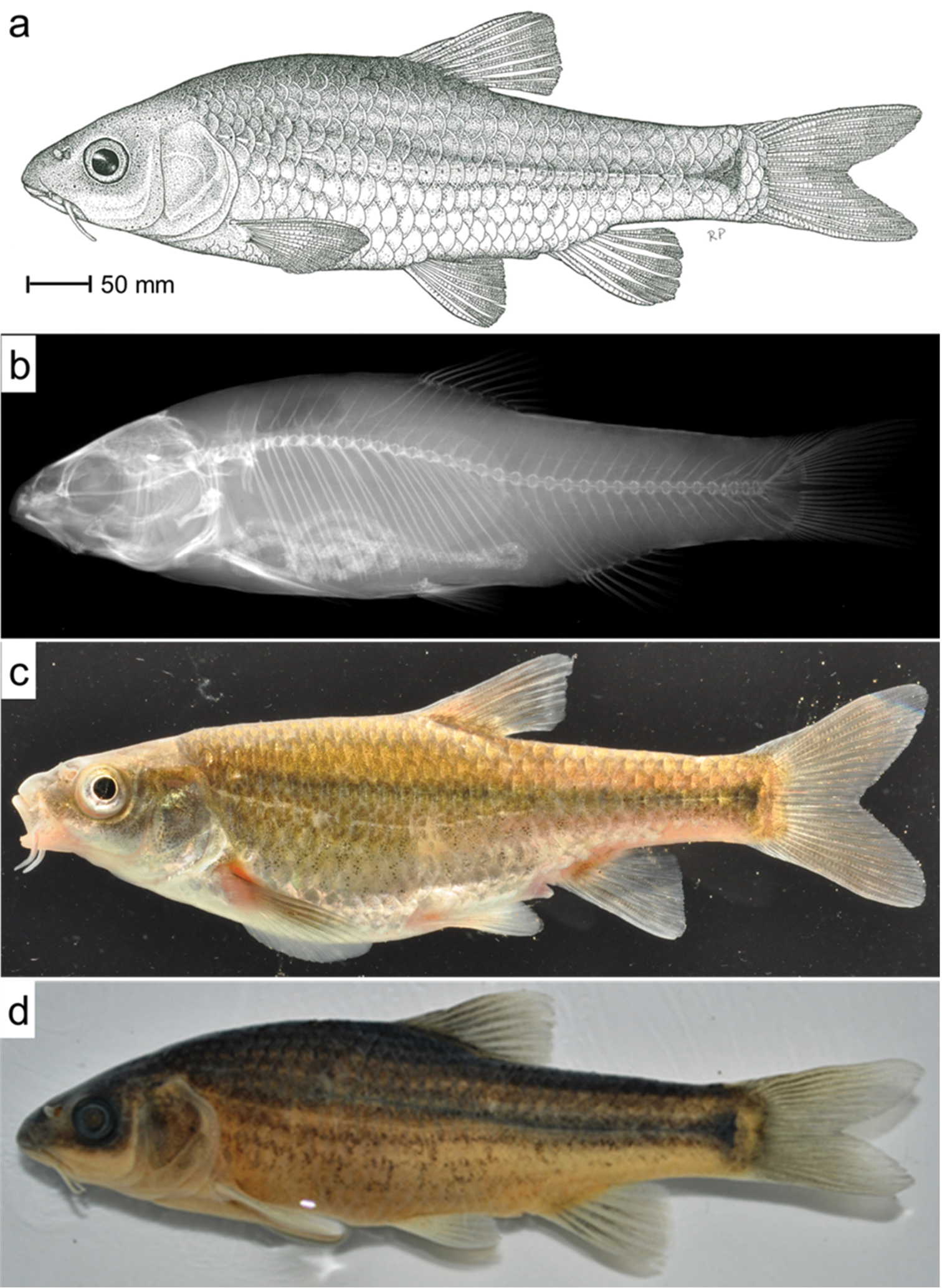
Pseudobarbus verloreni

Pseudobarbus a été placé dans la sous-famille paraphyletic Barbinae par ceux qui reconnaissent ce groupe. Mais si le genre n’est pas inclus dans la sous-famille des Cyprininae, simplement comme les autres petits barbes africains, il se pourrait appartenir à une sous-famille non encore existante.
Selon FishBase (17 août 2015) :
- Pseudobarbus afer (Peters, 1864)
- Pseudobarbus asper (Boulenger, 1911)
- Pseudobarbus burchelli (Smith, 1841)
- Pseudobarbus burgi (Boulenger, 1911)
- Pseudobarbus phlegethon (Barnard, 1938)
- Pseudobarbus quathlambae (Barnard, 1938)
- Pseudobarbus skeltoni Chakona & Swartz, 2013[4]
- Pseudobarbus tenuis (Barnard, 1938)
- Pseudobarbus verloreni Chakona, Swartz & Skelton, 2014[5]

D’autres espèces de « barbeaux » d’Afrique du Sud sont encore placées dans le genre Barbus, principalement en raison d’un manque d’études taxonomiques et systématiques de cet énorme « genre poubelle ». Ses dernières forment pourtant un clade distinct des Pseudobarbus traditionnels et sont plus plésiomorphes. Certes, ils ne feront pas partie typiquement des genres de « barbeaux » cependant, et comme cela est subdivisée, les espèces suivantes pourront bien se retrouver ici :
- Barbus andrewi
- Barbus calidus
- Barbus erubescens
- Barbus serra
- Barbus trevelyani

## Galerie

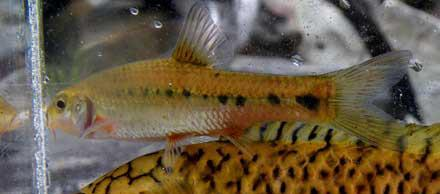
Pseudobarbus burchelli

## Classification
Le nom valide complet (avec auteur) de ce taxon est Pseudobarbus Smith, 1841.
Pseudobarbus a pour synonymes :
- Gnathendalia Castelnau, 1861
- Oreodaimon Greenwood & Jubb, 1967